# Ming Cho Lee
Ming Cho Lee (cinese tradizionale: 李名覺; cinese semplificato: 李名觉; pinyin: Lǐ Míngjué; Shangai, 3 ottobre 1930 – New York, 23 ottobre 2020) è stato uno scenografo cinese naturalizzato statunitense.

## Biografia
Nato e cresciuto a Shangai, Ming Cho Lee si trasferì a Hong Kong con il padre dopo il divorzio dei genitori e poi, nel 1949, negli Stati Uniti per studiare all'Occidental College di Los Angeles. Dopo aver conseguito la laurea, nel 1954 si trasferì a New York, dove cominciò a lavorare a teatro come assistente degli scenografi Boris Aronson e Jo Mielziner. Il suo talento fu notato dal produttore Joseph Papp, per cui lavorò come scenografo al New York Shakespeare Festival dal 1962 al 1973. Si fece notare dalla critica nel 1964 per la sua scenografia astratta dell'Elettra di Sofocle al Delacorte Theater diretta da Gerald Freedman.
Tra il 1962 il 1986 curò le scenografie di ventiquattro opere di prosa e musical a Broadway, vincendo il Tony Award nel 1983 per il suo lavoro nel dramma K2; avrebbe ricevuto uno speciale Tony Award alla carriera nel 2013. Nel 1967 realizzò le scenografie per la prima mondiale del musical Hair al Public Theater dell'Off-Broadway, mentre nel 1974 esordì al Metropolitan Opera House come scenografo di Boris Godunov. Sarebbe tornato a lavorare al Met in diverse occasioni, come scenografo de I puritani (1976), Lohengrin (1976), La favorita (1978), Madama Butterfly (1979) e Chovanščina (1985). Curò anche le scenografie per tredici allestimenti della New York City Opera e otto dell'Opera di Chicago, tra cui Attila (1980). Sulle scene londinesi progettò le scenografie per La donna del lago (1985) e The Leaves are Fading (2002) al Covent Garden.
Nel 1995 vinse un Obie Award alla carriera per il suo contributo al teatro dell'Off-Broadway, mentre nel 1998 il suo nome fu inserito nell'American Theater Hall of Fame. Parallelamente all'attività sulle scene, insegnò all'Università Yale dal 1969 al 2017, anno in cui fu nominato professore emerito dell'ateneo. Una retrospettiva delle sue opere fu allestita a Yale nel 2014.
Sposato con Elizabeth Rapport dal 1958 e padre di tre figli, morì nella sua casa di Manhattan nel 2020 all'età di 90 anni.